# How to Be a Heartbreaker
How To Be A Heartbreaker è un singolo della cantante greco-gallese Marina and the Diamonds pubblicato il 24 marzo del 2013 dall'etichetta discografica Atlantic Records/679 Recordings, terzo estratto dall'album Electra Heart.

## Descrizione
Inizialmente il singolo doveva essere pubblicato il 10 ottobre 2012, ma poi per cause sconosciute, l'uscita è stata posticipata al 16 dicembre, per poi essere nuovamente rimandata al 24 marzo del 2013.
Su iTunes il singolo ha raggiunto la Top 50 in Irlanda, Finlandia, Svezia e Danimarca. L'EP contenente anche i remix del singolo è entrato nella classifica irlandese e britannica di iTunes. Anche se il singolo verrà pubblicato nel 2013, è entrato nella Top 50 della Romanian Top 100 e della Track Top-40,per via del video pubblicato sul canale YouTube della cantante il 28 settembre 2012.
Il brano è stato scritto dalla stessa Diamandis insieme a Dr. Luke, Benny Blanco, Cirkut, Ammar Malik e Daniel Omelio, e prodotto da Dr. Luke, Benny Blanco e Cirkut.
La canzone verrà inoltre reinterpretata del cast di Glee.

## Video musicale
Il 19 settembre, Marina ha annunciato su Twitter che il video del brano sarebbe stato pubblicato il 24 settembre, ma la casa discografica (la 679), ha posticipato l'uscita del video perché in esso la cantante appariva "brutta".
Alla fine, è stato pubblicato su Youtube il 28 settembre 2012, e vede la partecipazione di alcuni fotomodelli Calvin Klein.
Il video è stato diretto da Marc & Ish il 29 agosto 2012, e fino ad oggi conta più di 74.000.000 di visualizzazioni. Marina è la protagonista del video nel quale si diverte in mezzo a uomini in slip che si fanno la doccia. Il video ruota attorno alla cantante che cerca di circuire i modelli seminudi che se la spassano ridendo, e propone primi piani di Marina

## Tracce
EP Digitale
1. "How To Be A Heartbreaker" – 3:56
2. "How To Be A Heartbreaker (Kat Krazy Remix)"
3. "How To Be A Heartbreaker (Almighty Remix)"
4. "How To Be A Heartbreaker (Kitty Pride Remix)"
5. "How To Be A Heartbreaker (Baunz Remix)"

## Classifiche
| Classifica (2012/2013) | Posizione massima |
| ---------------------- | ----------------- |
| Danimarca              | 18                |
| Irlanda                | 21                |
| Romania                | 45                |
| Ungheria               | 28                |
| Svezia                 | 52                |
| Finlandia              | 23                |
| Regno Unito            | 88                |

## Date di pubblicazione
| Paese       | Data          | Casa discografica             | Formati              |
| ----------- | ------------- | ----------------------------- | -------------------- |
| Regno Unito | 24 marzo 2013 | 679 Artists, Atlantic Records | Digital download, EP |